# Liga de Diamante 2019
La Liga de Diamante 2019 fue la décima edición del evento organizado por la IAAF, que entregó el Trofeo de diamante a cada uno de los atletas ganadores de las 32 disciplinas atléticas repartidas en categorías masculina y femenina, después de catorce reuniones alrededor del mundo.

## Reglas
Las reglas de la Liga de Diamante fueron las siguientes:
- Fueron catorce las reuniones que se celebraron en la Liga de Diamante. Las pruebas que otorgaron puntos tuvieron lugar seis veces (100 m, 200 m, 400 m, 800 m, 1500 m, carreras de vallas, salto de altura, salto con pértiga) o cuatro veces (5000 m, 3000 m obstáculos, 400 m vallas, salto de longitud, triple salto, lanzamientos) antes de las finales a lo largo de la temporada.
- Doce de esas reuniones sirvieron de clasificación para las últimas dos del calendario (Zúrich y Bruselas), en las que tuvieron lugar las finales de las pruebas.
- En las primeras doce reuniones se repartieron puntos para clasificar a la final de cada prueba. Se adjudicaron ocho puntos al primer puesto, siete al segundo y así sucesivamente hasta otorgar un punto al octavo puesto.
- Para la final de cada prueba, a celebrarse en las últimas dos reuniones, participaron los primeros siete, ocho o doce atletas (según la modalidad) que acumularon más puntos para disputar el Trofeo de diamante y premios en efectivo. En caso de empate se decidió por el mejor registro en la fase de clasificación.
- Debido a la suspensión de la Federación Rusa de Atletismo como miembro  de la IAAF, los atletas de dicha nacionalidad fueron excluidos de participar en la Liga de Diamante, aunque algunos atletas compitieron bajo bandera neutral al haber obtenido un permiso especial de la entidad.[3]

## Calendario

### Reuniones clasificatorias
| Fecha          | Nombre                                                  | Estadio                                            | Ciudad     | País           |
| -------------- | ------------------------------------------------------- | -------------------------------------------------- | ---------- | -------------- |
| 3 de mayo      | Doha Diamond League                                     | Estadio Hamad Bin Suhaim                           | Doha       | Catar          |
| 18 de mayo     | IAAF Diamond League Shanghai                            | Estadio de Shanghái                                | Shanghái   | China          |
| 30 de mayo     | Bauhaus-Galan                                           | Estadio Olímpico de Estocolmo                      | Estocolmo  | Suecia         |
| 6 de junio     | Golden Gala Pietro Mennea                               | Estadio Olímpico de Roma                           | Roma       | Italia         |
| 13 de junio    | Oslo Bislett Games                                      | Estadio Bislett                                    | Oslo       | Noruega        |
| 16 de junio    | Meeting International Mohammed VI D'Athletisme de Rabat | Estadio Príncipe Moulay Abdellah                   | Rabat      | Marruecos      |
| 30 de junio    | Prefontaine Classic                                     | Cobb Track and Angell Field (Universidad Stanford) | Stanford   | Estados Unidos |
| 5 de julio     | Athletissima                                            | Stade Olympique de la Pontaise                     | Lausana    | Suiza          |
| 12 de julio    | Herculis                                                | Estadio Louis II                                   | Mónaco     | Mónaco         |
| 20-21 de julio | Anniversary Games                                       | Estadio Olímpico de Londres                        | Londres    | Reino Unido    |
| 18 de agosto   | Grand Prix Birmingham                                   | Alexander Stadium                                  | Birmingham | Reino Unido    |
| 24 de agosto   | Meeting de Paris                                        | Stade Charléty                                     | París      | Francia        |

### Finales
| Fecha           | Nombre             | Estadio              | Ciudad   | País    |
| --------------- | ------------------ | -------------------- | -------- | ------- |
| 29 de agosto    | Weltklasse Zürich  | Letzigrund Stadium   | Zúrich   | Suiza   |
| 6 de septiembre | Memorial Van Damme | Estadio Rey Balduino | Bruselas | Bélgica |

## Posiciones

### Fase de clasificación
A continuación los primeros tres atletas que encabezaron las tablas de clasificación según los puntos acumulados en las reuniones.

#### Masculino
| Prueba                  | # Reuniones | 1º                | Pts. | 2º                | Pts. | 3º                  | Pts. |
| ----------------------- | ----------- | ----------------- | ---- | ----------------- | ---- | ------------------- | ---- |
| 100 m                   | 6           | Christian Coleman | 23   | Michael Rodgers   | 23   | Akani Simbine       | 21   |
| 200 m                   | 6           | Ramil Guliyev     | 38   | Álex Quiñónez     | 36   | Aaron Brown         | 25   |
| 400 m                   | 6           | Michael Cherry    | 19   | Akeem Bloomfield  | 16   | Michael Norman      | 16   |
| 800 m                   | 6           | Ferguson Rotich   | 32   | Nijel Amos        | 31   | Emmanuel Korir      | 21   |
| 1500 m                  | 6           | Ayanleh Souleiman | 33   | Timothy Cheruiyot | 31   | Jakob Ingebrigtsen  | 26   |
| 3000 m/5000 m           | 4           | Selemon Barega    | 29   | Telahun Bekele    | 18   | Yomif Kejelcha      | 16   |
| 110 m vallas            | 6           | Orlando Ortega    | 28   | Serguéi Shubenkov | 23   | Andrew Pozzi        | 22   |
| 400 m vallas            | 6           | Thomas Barr       | 24   | Karsten Warholm   | 24   | Yasmani Copello     | 19   |
| 3000 m obs.             | 4           | Sufian El Bakkali | 24   | Benjamin Kigen    | 21   | Chala Beyo          | 17   |
| Salto de altura         | 6           | Iliá Ivaniuk      | 34   | Majd Eddin Ghazal | 21   | Brandon Starc       | 20   |
| Salto con pértiga       | 6           | Sam Kendricks     | 42   | Piotr Lisek       | 41   | Armand Duplantis    | 26   |
| Salto de longitud       | 4           | J. M. Echevarría  | 23   | Luvo Manyonga     | 18   | Tajay Gayle         | 17   |
| Triple salto            | 4           | Christian Taylor  | 22   | Pedro Pichardo    | 21   | Hugues F. Zango     | 21   |
| Lanzamiento de peso     | 4           | Darlan Romani     | 26   | Tomas Walsh       | 21   | Joe Kovacs          | 19   |
| Lanzamiento de disco    | 4           | Daniel Ståhl      | 31   | Fedrick Dacres    | 22   | Lukas Weißhaidinger | 22   |
| Lanzamiento de jabalina | 4           | Cheng Chao-tsun   | 26   | Andreas Hofmann   | 26   | Magnus Kirt         | 20   |

#### Femenino
| Prueba                  | # Reuniones | 1º                  | Pts. | 2º                 | Pts. | 3º                    | Pts. |
| ----------------------- | ----------- | ------------------- | ---- | ------------------ | ---- | --------------------- | ---- |
| 100 m                   | 6           | Marie-Josée Ta Lou  | 31   | Elaine Thompson    | 22   | D. Asher-Smith        | 21   |
| 200 m                   | 6           | D. Asher-Smith      | 29   | Dafne Schippers    | 28   | Elaine Thompson       | 21   |
| 400 m                   | 6           | S. McPherson        | 32   | Salwa Eid Naser    | 32   | Christine Botlogetswe | 19   |
| 800 m                   | 6           | Ajee Wilson         | 29   | Raevyn Rogers      | 24   | Habitam Alemu         | 20   |
| 1500 m                  | 6           | G. Debues-Stafford  | 24   | Gudaf Tsegay       | 24   | Sifan Hassan          | 19   |
| 3000 m/5000 m           | 4           | Hellen Obiri        | 19   | Agnes Tirop        | 17   | Sifan Hassan          | 14   |
| 100 m vallas            | 6           | Danielle Williams   | 31   | Tobi Amusan        | 23   | Kendra Harrison       | 23   |
| 400 m vallas            | 6           | Zuzana Hejnová      | 26   | Dalilah Muhammad   | 23   | Janieve Russell       | 23   |
| 3000 m obs.             | 4           | Beatrice Chepkoech  | 31   | Celliphine Chespol | 18   | Hyvin Kiyeng          | 17   |
| Salto de altura         | 6           | Maria Lasitskene    | 40   | Mirela Demireva    | 30   | Erika Kinsey          | 28   |
| Salto con pértiga       | 6           | Ekaterini Stefanidi | 39   | Sandi Morris       | 26   | Alysha Newman         | 22   |
| Salto de longitud       | 4           | M. Bej-Romanchuk    | 21   | Malaika Mihambo    | 16   | Caterine Ibargüen     | 15   |
| Triple salto            | 4           | Yulimar Rojas       | 23   | Shanieka Ricketts  | 22   | Liadagmis Povea       | 20   |
| Lanzamiento de peso     | 4           | Chase Ealey         | 24   | Gong Lijiao        | 23   | D. Thomas-Dodd        | 21   |
| Lanzamiento de disco    | 4           | Denia Caballero     | 30   | Yaimé Pérez        | 23   | Sandra Percović       | 23   |
| Lanzamiento de jabalina | 4           | Christin Hussong    | 24   | K. Barber          | 17   | Lü Huihui             | 16   |

## Resultados completos
| Liga de Diamante 2019 - Resultados completos de reuniones clasificatorias | Liga de Diamante 2019 - Resultados completos de reuniones clasificatorias | Liga de Diamante 2019 - Resultados completos de reuniones clasificatorias | Liga de Diamante 2019 - Resultados completos de reuniones clasificatorias | Liga de Diamante 2019 - Resultados completos de reuniones clasificatorias | Liga de Diamante 2019 - Resultados completos de reuniones clasificatorias | Liga de Diamante 2019 - Resultados completos de reuniones clasificatorias | Liga de Diamante 2019 - Resultados completos de reuniones clasificatorias | Liga de Diamante 2019 - Resultados completos de reuniones clasificatorias | Liga de Diamante 2019 - Resultados completos de reuniones clasificatorias | Liga de Diamante 2019 - Resultados completos de reuniones clasificatorias | Liga de Diamante 2019 - Resultados completos de reuniones clasificatorias | Liga de Diamante 2019 - Resultados completos de reuniones clasificatorias | Liga de Diamante 2019 - Resultados completos de reuniones clasificatorias |
| Doha                                                                      | Shanghái Archivado el 29 de marzo de 2020 en Wayback Machine.             | Estocolmo                                                                 | Roma                                                                      | Oslo                                                                      | Rabat                                                                     | Stanford                                                                  | Lausana                                                                   | Mónaco                                                                    | Londres                                                                   | Birmingham                                                                | París                                                                     |                                                                           |                                                                           |
| ------------------------------------------------------------------------- | ------------------------------------------------------------------------- | ------------------------------------------------------------------------- | ------------------------------------------------------------------------- | ------------------------------------------------------------------------- | ------------------------------------------------------------------------- | ------------------------------------------------------------------------- | ------------------------------------------------------------------------- | ------------------------------------------------------------------------- | ------------------------------------------------------------------------- | ------------------------------------------------------------------------- | ------------------------------------------------------------------------- | ------------------------------------------------------------------------- | ------------------------------------------------------------------------- |

| Liga de Diamante 2019 - Resultados completos de las finales | Liga de Diamante 2019 - Resultados completos de las finales | Liga de Diamante 2019 - Resultados completos de las finales | Liga de Diamante 2019 - Resultados completos de las finales | Liga de Diamante 2019 - Resultados completos de las finales | Liga de Diamante 2019 - Resultados completos de las finales | Liga de Diamante 2019 - Resultados completos de las finales | Liga de Diamante 2019 - Resultados completos de las finales | Liga de Diamante 2019 - Resultados completos de las finales | Liga de Diamante 2019 - Resultados completos de las finales | Liga de Diamante 2019 - Resultados completos de las finales | Liga de Diamante 2019 - Resultados completos de las finales | Liga de Diamante 2019 - Resultados completos de las finales | Liga de Diamante 2019 - Resultados completos de las finales |
| Zúrich                                                      | Bruselas                                                    |                                                             |                                                             |                                                             |                                                             |                                                             |                                                             |                                                             |                                                             |                                                             |                                                             |                                                             |                                                             |
| ----------------------------------------------------------- | ----------------------------------------------------------- | ----------------------------------------------------------- | ----------------------------------------------------------- | ----------------------------------------------------------- | ----------------------------------------------------------- | ----------------------------------------------------------- | ----------------------------------------------------------- | ----------------------------------------------------------- | ----------------------------------------------------------- | ----------------------------------------------------------- | ----------------------------------------------------------- | ----------------------------------------------------------- | ----------------------------------------------------------- |

### Finales
A continuación los atletas clasificados y los resultados de las finales de la Liga de Diamante (entre paréntesis los puntos obtenidos durante la fase de clasificación).
- = Ganador del «Trofeo de diamante».

#### Finales en Zúrich

##### Masculino
| Pos. | Atleta              | Marca |
| ---- | ------------------- | ----- |
| 1    | Noah Lyles (23)     | 9,98  |
| 2    | Xie Zhenye (18)     | 10,04 |
| 3    | Yohan Blake (20)    | 10,07 |
| 4    | Justin Gatlin (20)  | 10,08 |
| 5    | Akani Simbine (25)  | 10,10 |
| 6    | Zharnel Hughes (16) | 10,15 |
| 7    | Adam Gemili (12)    | 10,15 |
| 8    | Mike Rodgers (24)   | 10,16 |
| 8    | Alex Wilson (-)     | 10,40 |

| Pos. | Atleta                | Marca   |
| ---- | --------------------- | ------- |
| 1    | Donavan Brazier (22)  | 1:42,70 |
| 2    | Nijel Amos (38)       | 1:42,98 |
| 3    | Brandon McBride (21)  | 1:43,51 |
| 4    | Emmanuel Korir (26)   | 1:43,69 |
| 5    | Clayton Murphy (18)   | 1:43,94 |
| 6    | Amel Tuka (12)        | 1:43,99 |
| 7    | Ferguson Rotich (34)  | 1:45,28 |
| 8    | Wyclife Kinyamal (20) | 1:47,59 |
| -    | Harun Abda (-)        | DNF     |

| Pos. | Atleta                   | Marca    |
| ---- | ------------------------ | -------- |
| 1    | Joshua Cheptegei (34)    | 12:57,41 |
| 2    | Hagos Gebrhiwet (34)     | 12:58,15 |
| 3    | Nicholas Kimeli (34)     | 12:59,05 |
| 4    | Telahun Bekele (34)      | 12:59,09 |
| 5    | Selemon Barega (34)      | 12:59,66 |
| 6    | Yomif Kejelcha (34)      | 13:01,38 |
| 7    | Stanley Mburu (34)       | 13:06,29 |
| 8    | Paul Chelimo (34)        | 13:14,18 |
| 9    | Ben True (34)            | 13:18,27 |
| 10   | Birhanu Balew (34)       | 13:21,13 |
| 11   | Andrew Butchart (34)     | 13:24,46 |
| 12   | Henrik Ingebrigtsen (34) | 13:30,78 |
| 13   | Stewart McSweyn (34)     | 13:32,33 |
| 14   | Julien Wanders (34)      | 13:45,18 |
| -    | Ryan Gregson (34)        | DNF      |
| -    | Abadi Hadis (34)         | DNF      |
| -    | Patrick Tiernan (34)     | DNF      |

| Pos. | Atleta               | Marca |
| ---- | -------------------- | ----- |
| 1    | Karsten Warholm (32) | 46.92 |
| 2    | Rai Benjamin (22)    | 46.98 |
| 3    | Kyron McMaster (25)  | 48.58 |
| 4    | Yasmani Copello (24) | 48.58 |
| 5    | David Kendziera (23) | 48.98 |
| 6    | Thomas Barr (28)     | 49.17 |
| 7    | TJ Holmes (19)       | 50.00 |
| 8    | Kariem Hussein (-)   | 50.04 |

| Pos. | Atleta                 | Marca  |
| ---- | ---------------------- | ------ |
| 1    | Andri Protsenko (23)   | 2,32   |
| 2    | Brandon Starc (27)     | 2,30 = |
| 3    | Tihomir Ivanov (14)    | 2,30 = |
| 4    | Michael Mason (24)     | 2,27   |
| 5    | Iliá Ivaniuk (38)      | 2,27   |
| 5    | Naoto Tobe (13)        | 2,27   |
| 7    | Jeron Robinson (14)    | 2,24   |
| 8    | Maxim Nedasekau (14)   | 2,24   |
| 9    | Wang Yu (14)           | 2,24   |
| 10   | Mutaz Essa Barshim (7) | 2,20   |
| 10   | Majd Eddin Ghazal (21) | 2,20   |
| 12   | Mateusz Przybylko (6)  | 2,20   |

| Pos. | Atleta                   | Marca |
| ---- | ------------------------ | ----- |
| 1    | Sam Kendricks (50)       | 5.93  |
| 2    | Armand Duplantis (33)    | 5.83  |
| 3    | Piotr Lisek (47)         | 5.83  |
| =    | Cole Walsh (20)          | 5.83  |
| 5    | Renaud Lavillenie (15)   | 5.73  |
| =    | Christopher Nilsen (9)   | 5.73  |
| =    | Paweł Wojciechowski (20) | 5.73  |
| 8    | Thiago Braz (16)         | 5.58  |
| 9    | Ernest John Obiena (5)   | 5.58  |
| 10   | Dominik Alberto (-)      | 5.58  |
| 11   | Seito Yamamoto (15)      | 5.58  |
| 12   | Valentin Lavillenie (6)  | 5.43  |
| 13   | Emmanouil Karalis (5)    | 5.43  |

| Pos. | Atleta                      | Marca |
| ---- | --------------------------- | ----- |
| 1    | Juan Miguel Echevarría (31) | 8.65  |
| 2    | Ruswahl Samaai (23)         | 8.20  |
| 3    | Tajay Gayle (23)            | 8.20  |
| 4    | Luvo Manyonga (23)          | 8.19  |
| 5    | Miltiadis Tentoglou (18)    | 8.10  |
| 6    | Wang Jianan (10)            | 8.06  |
| 7    | Thobias Montler (10)        | 7.80  |
| 8    | Zarck Visser (6)            | 7.60  |

| Pos. | Atleta                | Marca |
| ---- | --------------------- | ----- |
| 1    | Magnus Kirt (28)      | 89.13 |
| 2    | Cheng Chao-Tsun (33)  | 89.05 |
| 3    | Andreas Hofmann (32)  | 87.49 |
| 4    | Marcin Krukowski (19) | 85.72 |
| 5    | Johannes Vetter (12)  | 84.46 |
| 6    | Jakub Vadlejch (20)   | 84.17 |
| 7    | Thomas Röhler (18)    | 82.91 |
| 8    | Bernhard Seifert (4)  | 75.88 |
| 9    | Simon Wieland (-)     | 74.36 |

##### Femenino
| Pos. | Atleta                   | Marca |
| ---- | ------------------------ | ----- |
| 1    | Shaunae Miller-Uibo (24) | 21,74 |
| 2    | Dina Asher-Smith (36)    | 22,08 |
| 3    | Elaine Thompson (27)     | 22,44 |
| 4    | Dafne Schippers (33)     | 22,46 |
| 5    | Mujinga Kambundji (4)    | 22,58 |
| 6    | Blessing Okagbare (21)   | 22,62 |
| 7    | Crystal Emmanuel (12)    | 22,87 |
| 8    | Jamile Samuel (14)       | 23,15 |

| Pos. | Atleta                       | Marca |
| ---- | ---------------------------- | ----- |
| 1    | Salwa Eid Naser (40)         | 50,24 |
| 2    | Shakima Wimbley (14)         | 51,21 |
| 3    | Lisanne de Witte (18)        | 51,30 |
| 4    | Justyna Święty-Ersetic (18)  | 51,54 |
| 5    | Laviai Nielsen (15)          | 51,70 |
| 6    | Stephenie Ann McPherson (35) | 51,90 |
| 7    | Kendall Ellis (14)           | 51,92 |
| 8    | Jessica Beard (10)           | 52,60 |

| Pos. | Atleta                        | Marca   |
| ---- | ----------------------------- | ------- |
| 1    | Sifan Hassan (27)             | 3:57.08 |
| 2    | Konstanze Klosterhalfen (19)  | 3:59.02 |
| 3    | Gabriela Debues-Stafford (30) | 3:59.59 |
| 4    | Genzebe Dibaba (21)           | 4:00.86 |
| 5    | Winnie Nanyondo (20)          | 4:03.08 |
| 6    | Winny Chebet (12)             | 4:03.11 |
| 7    | Rababe Arafi (19)             | 4:03.44 |
| 8    | Jenny Simpson (8)             | 4:03.50 |
| 9    | Gudaf Tsegay (24)             | 4:03.77 |
| 10   | Linden Hall (5)               | 4:04.22 |
| 11   | Jemma Reekie (5)              | 4:05.34 |
| 12   | Eilish McColgan (9)           | 4:08.61 |
| 13   | Axumawit Embaye (12)          | 4:11.62 |
| 14   | Delia Sclabas (-)             | 4:15.69 |
| 15   | Chanelle Price (-)            | DNF     |

| Pos. | Atleta                        | Marca   |
| ---- | ----------------------------- | ------- |
| 1    | Beatrice Chepkoech (39)       | 9:01,71 |
| 2    | Hyvin Kiyeng (24)             | 9:03,83 |
| 3    | Nora Jeruto (21)              | 9:05,15 |
| 4    | Daisy Jepkemei (16)           | 9:06,66 |
| 5    | Gesa Felicitas Krause (8)     | 9:07,51 |
| 6    | Emma Coburn (15)              | 9:10,01 |
| 7    | Winfred Mutile Yavi (13)      | 9:14,84 |
| 8    | Celliphine Chespol (19)       | 9:20,04 |
| 9    | Karoline Bjerkeli Grøvdal (1) | 9:20,69 |
| 10   | Mercy Chepkurui (4)           | 9:29,61 |
| 11   | Maruša Mišmaš (3)             | 9:53,49 |
| -    | Geneviève Lalonde (3)         | DNF     |
| -    | Caroline Tuigong (-)          | DNF     |

| Pos. | Atleta                 | Marca |
| ---- | ---------------------- | ----- |
| 1    | Sydney McLaughlin (24) | 52.85 |
| 2    | Shamier Little (28)    | 53.86 |
| 3    | Dalilah Muhammad (29)  | 54.13 |
| 4    | Zuzana Hejnová (31)    | 54.75 |
| 5    | Léa Sprunger (13)      | 55.14 |
| 6    | Anna Ryzhykova (21)    | 55.28 |
| 7    | Janieve Russell (25)   | 55.87 |
| 8    | Ashley Spencer (21)    | 56.90 |

| Pos. | Atleta                     | Marca |
| ---- | -------------------------- | ----- |
| 1    | Shanieka Ricketts (30)     | 14,93 |
| 2    | Yulimar Rojas (30)         | 14,74 |
| 3    | Liadagmis Povea (26)       | 14,49 |
| 4    | Keturah Orji (18)          | 14,43 |
| 5    | Paraskeví Papajristou (12) | 14,33 |
| 6    | Patricia Mamona (5)        | 14,24 |
| 7    | Kimberly Williams (19)     | 14,10 |
| 8    | Ana Peleteiro (5)          | 14,06 |

| Pos. | Atleta                   | Marca   |
| ---- | ------------------------ | ------- |
| 1    | Gong Lijiao (31)         | 20,31   |
| 2    | Chase Ealey (31)         | 19.68   |
| 3    | Christina Schwanitz (22) | 19,37   |
| 4    | Aliona Dubitskaya (23)   | 19,21 = |
| 5    | Brittany Crew (11)       | 18,86   |
| 6    | Danniel Thomas-Dodd (24) | 18,80   |
| 7    | Fanny Roos (16)          | 18,74   |
| 8    | Jessica Ramsey (8)       | 18,27   |

| Pos. | Atleta                    | Marca |
| ---- | ------------------------- | ----- |
| 1    | Lü Huihui (24)            | 66,88 |
| 2    | Kelsey-Lee Barber (24)    | 64,74 |
| 3    | Nikola Ogrodníková (17)   | 63,05 |
| 4    | Christin Hussong (29)     | 62,81 |
| 5    | Barbora Špotáková (15)    | 62,25 |
| 6    | Eda Tuğsuz (10)           | 61,81 |
| 7    | Lina Muze (18)            | 61,60 |
| 8    | Tatsiana Khaladovich (14) | 60,99 |
| 9    | Géraldine Ruckstuhl (-)   | 51,05 |

#### Finales en Bruselas

##### Masculino
| Pos. | Atleta                 | Marca |
| ---- | ---------------------- | ----- |
| 1    | Noah Lyles (23)        | 19,74 |
| 2    | Ramil Guliyev (38)     | 19,86 |
| 3    | Andre De Grasse (14)   | 19,87 |
| 4    | Aaron Brown (25)       | 20,00 |
| 5    | Álex Quiñónez (36)     | 20,25 |
| 6    | Robin Vanderbemden (-) | 20,51 |
| 7    | Jereem Richards (14)   | 20,53 |
| 8    | Alonso Edward (5)      | 20,80 |
| 8    | Bernardo Baloyes (6)   | DQ    |

| Pos. | Atleta                  | Marca |
| ---- | ----------------------- | ----- |
| 1    | Michael Norman (16)     | 44,26 |
| 2    | Fred Kerley (14)        | 44,46 |
| 3    | Akeem Bloomfield (16)   | 44,67 |
| 4    | Obi Igbokwe 12)         | 44,96 |
| 5    | Kahmari Montgomery (12) | 45,31 |
| 6    | Michael Cherry (19)     | 45,55 |
| 7    | Jonathan Sacoor (-)     | 45,72 |
| 8    | Nathon Allen (12)       | 46,17 |
| 9    | Nathan Strother (15)    | 47,04 |

| Pos. | Atleta                  | Marca   |
| ---- | ----------------------- | ------- |
| 1    | Timothy Cheruiyot (31)  | 3:30,22 |
| 2    | Jakob Ingebrigtsen (26) | 3:31,62 |
| 3    | Filip Ingebrigtsen (17) | 3:33,33 |
| 4    | Ronald Musagala (12)    | 3:33,90 |
| 5    | Craig Engels (4)        | 3:34,04 |
| 6    | Marcin Lewandowski (8)  | 3:34,36 |
| 7    | Ayanleh Souleiman (33)  | 3:35,08 |
| 8    | John Gregorek (5)       | 3:35,32 |
| 9    | Samuel Tefera (8)       | 3:35,64 |
| 10   | Bethwell Birgen (15)    | 3:37,48 |
| 11   | Charles Simotwo (7)     | 3:38,06 |
| 12   | Vincent Kibet (14)      | 3:38,76 |
| 13   | Ismael Debjani (-)      | 3:40,04 |
| -    | Boaz Kiprugut (-)       | DNF     |
| -    | Timothy Sein (-)        | DNF     |

| Pos. | Atleta                  | Marca |
| ---- | ----------------------- | ----- |
| 1    | Orlando Ortega (28)     | 13,22 |
| 2    | Ronald Levy (16)        | 13,31 |
| 3    | Serguéi Shubenkov (23)  | 13,33 |
| 4    | Freddie Crittenden (12) | 13,35 |
| 5    | Xie Wenjun (16)         | 13,49 |
| 6    | Andrew Pozzi (22)       | 13,50 |
| 7    | Antonio Alkana (10)     | 13,61 |
| -    | Michael Obasuyi (-)     | DQ    |
| -    | Daniel Roberts (15)     | DNS   |

| Pos. | Atleta                 | Marca   |
| ---- | ---------------------- | ------- |
| 1    | Getnet Wale (14)       | 8:06,92 |
| 2    | Sufian El Bakkali (24) | 8:07,08 |
| 3    | Lamecha Girma (6)      | 8:07,66 |
| 4    | Benjamin Kigen (21)    | 8:10,76 |
| 5    | Hillary Bor (14)       | 8:13,90 |
| 6    | Abraham Kibiwot (10)   | 8:14,52 |
| 7    | Conseslus Kipruto (4)  | 8:14,53 |
| 8    | Fernando Carro (5)     | 8:15,53 |
| 9    | Mohamed Tindouft (3)   | 8:16,58 |
| 10   | Djilali Bedrani (3)    | 8:16,60 |
| 11   | Chala Beyo (17)        | 8:16,85 |
| 12   | Nicholas Bett (5)      | 8:26,95 |
| 13   | Tim Van de Velde (-)   | 8:41,22 |
| -    | Lawrence Kipsang (3)   | DNF     |
| -    | Wilbeforce Kones (-)   | DNF     |

| Pos. | Atleta                 | Marca |
| ---- | ---------------------- | ----- |
| 1    | Tomas Walsh (21)       | 22,30 |
| 2    | Darlan Romani (26)     | 22,15 |
| 3    | Ryan Crouser (15)      | 22,08 |
| 4    | Konrad Bukowiecki (11) | 21,91 |
| 5    | Darrell Hill (15)      | 21,13 |
| 6    | Michał Haratyk (18)    | 20,91 |
| 7    | Tomáš Staněk (8)       | 20,86 |
| 8    | Joe Kovacs (19)        | 20,60 |

| Pos. | Atleta                | Marca |
| ---- | --------------------- | ----- |
| 1    | Christian Taylor (22) | 17,85 |
| 2    | Will Claye (15)       | 17,22 |
| 3    | Omar Craddock (14)    | 17,17 |
| 4    | Donald Scott (9)      | 17,14 |
| 5    | Alexis Copello (7)    | 17,02 |
| 6    | Nelson Évora (9)      | 16,54 |
| 7    | Pedro Pichardo (21)   | 16,32 |
| 8    | Hughes F. Zango (21)  | DNS   |

| Pos. | Atleta                   | Marca |
| ---- | ------------------------ | ----- |
| 1    | Daniel Ståhl (31)        | 68,68 |
| 2    | Lukas Weißhaidinger (22) | 66,03 |
| 3    | Fedrick Dacres (22)      | 65,27 |
| 4    | Andrius Gudžius (8)      | 65,19 |
| 5    | Piotr Małachowski (12)   | 64,78 |
| 6    | Ehsan Hadadi (10)        | 64,75 |
| 7    | Ola Stunes Isene (11)    | 64,07 |
| 8    | Christoph Harting (9)    | 64,03 |
| 9    | Philip Milanov (-)       | 60,84 |

##### Femenino
| Pos. | Atleta                       | Marca |
| ---- | ---------------------------- | ----- |
| 1    | Dina Asher-Smith (21)        | 10,88 |
| 2    | Shelly-Ann Fraser-Pryce (16) | 10,95 |
| 3    | Marie-Joseé Ta Lou (31)      | 11,09 |
| 4    | Dafne Schippers (15)         | 11,22 |
| 5    | Blessing Okagbare (20)       | 11,24 |
| 6    | Aleia Hobbs (18)             | 11,29 |
| 7    | Crystal Emmanuel(6)          | 11,38 |
| 8    | Gina Lückenkemper (10)       | 11,45 |

| Pos. | Atleta               | Marca   |
| ---- | -------------------- | ------- |
| 1    | Ajee Wilson (29)     | 2:00,24 |
| 2    | Raevyn Rogers (24)   | 2:00,67 |
| 3    | Winnie Nanyondo ()   | 2:00,69 |
| 4    | Olha Lyakhova (11)   | 2:01,16 |
| 5    | Natoya Goule (14)    | 2:01,40 |
| 6    | Linsey Sharp (14)    | 2:01,47 |
| 7    | Hanna Green (13)     | 2:02,47 |
| 8    | Renée Eykens (3)     | 2:03,20 |
| 8    | Nelly Jepkosgei (19) | 2:03,48 |
| 8    | Noélie Yarigo ()     | DNF     |

| Pos. | Atleta                       | Marca    |
| ---- | ---------------------------- | -------- |
| 1    | Sifan Hassan (14)            | 14:26,26 |
| 2    | Letensebet Gidey (6)         | 14:29,54 |
| 3    | Konstanze Klosterhalfen (7)  | 14:29,89 |
| 4    | Hellen Obiri (19)            | 14:33,90 |
| 5    | Margaret Kipkemoi (8)        | 14:36,48 |
| 6    | Agnes Tirop (17)             | 14:37,32 |
| 7    | Gabriela Debues-Stafford (5) | 14:44,12 |
| 8    | Fantu Worku (7)              | 14:45,59 |
| 9    | Beatrice Chepkoech (5)       | 14:46,58 |
| 10   | Caroline Kipkirui (13)       | 14:47,04 |
| 11   | Eva Cherono (3)              | 14:50,13 |
| 8    | Camille Buscomb (-)          | DNF      |

| Pos. | Atleta                 | Marca |
| ---- | ---------------------- | ----- |
| 1    | Danielle Williams (31) | 12,46 |
| 2    | Kendra Harrison (23)   | 12,73 |
| 3    | Nia Ali (16)           | 12,74 |
| 4    | Sharika Nelvis (22)    | 12,83 |
| 5    | Christina Clemons (19) | 12,84 |
| 6    | Cindy Roleder (10)     | 13,12 |
| 6    | Elvira Herman (15)     | 13,12 |
| -    | Tobi Amusan (23)       | DQ    |
| -    | Anne Zagre (-)         | DQ    |

| Pos. | Atleta                   | Marca |
| ---- | ------------------------ | ----- |
| 1    | Maria Lasitskene (40)    | 1,99  |
| 2    | Yuliya Levchenko (20)    | 1,97  |
| 3    | Nafissatou Thiam (-)     | 1,95  |
| 4    | Kamila Licwinco (-)      | 1,95  |
| 5    | Mirela Demireva (30)     | 1,93  |
| 6    | Yaroslava Mahuchikh (19) | 1,89  |
| 7    | Nicola McDermott (11)    | 1,89  |
| 8    | Erika Kinsey (28)        | 1,85  |
| 8    | Ana Šimic (12)           | 1,85  |
| 10   | Iryna Herashchenko (7)   | 1,85  |
| 11   | Karyna Demidik (12)      | 1,85  |
| 12   | Elena Vallortigara (4)   | 1,85  |
| 13   | Levern Spencer (12)      | 1,80  |

| Pos. | Atleta                   | Marca    |
| ---- | ------------------------ | -------- |
| 1    | Ekaterini Stefanidi (39) | 4,83 =   |
| 2    | Anzhelika Sidorova (22)  | 4,83     |
| 3    | Alysha Newman (22)       | 4,77     |
| 4    | Katie Nageotte (19)      | 4,70     |
| 5    | Holly Bradshaw (10)      | 4,70     |
| 5    | Robeilys Peinado (19)    | 4,70 = = |
| 7    | Jennifer Suhr (6)        | 4,70     |
| 8    | Sandi Morris (26)        | 4,63     |
| 8    | Yarisley Silva (21)      | 4,63     |
| 10   | Li Ling (7)              | 4,63     |
| 11   | Angelica Bengtsson (11)  | 4,63     |
| 12   | Michaela Meijer (12)     | 4,41     |
| -    | Fanny Smets (-)          | NM       |

| Pos. | Atleta                        | Marca |
| ---- | ----------------------------- | ----- |
| 1    | Malaika Mihambo (16)          | 7,03  |
| 2    | Brittney Reese (13)           | 6,85  |
| 3    | Katarina Johnson-Thompson (8) | 6,73  |
| 4    | Maryna Bej-Romanchuk (21)     | 6,73  |
| 5    | Lorraine Ugen (11)            | 6,70  |
| 6    | Yelena Sokolova (8)           | 6,54  |
| 7    | Brooke Stratton (11)          | 6,53  |
| 8    | Caterine Ibargüen (15)        | 6,26  |
| 9    | Hanne Maudens (-)             | 5,80  |

| Pos. | Atleta                   | Marca |
| ---- | ------------------------ | ----- |
| 1    | Yaimé Pérez (23)         | 68,27 |
| 2    | Sandra Perković (23)     | 66,00 |
| 3    | Kristin Pudenz (12)      | 63,73 |
| 4    | Denia Caballero (30)     | 63,53 |
| 5    | Claudine Vita (4)        | 62,15 |
| 6    | Valarie Allman (15)      | 61,70 |
| 7    | Nadine Müller (7)        | 61,39 |
| -    | Mélina Robert-Michon (4) | DNS   |